# 1878 no desporto

## Eventos
- 17 de junho a 31 de julho - Torneio de xadrez de Paris de 1878, vencido por Szymon Winawer.[1]

### Futebol
- Fundação do Everton Football Club, da Inglaterra.
- Fundação do Grimsby Town Football Club, da Inglaterra.
- Fundação do Ipswich Town Football Club, da Inglaterra.
- 5 de março - Fundação do Manchester United Football Club da Inglaterra.
- 16 de outubro - Fundação do Ipswich Town Football Club da Inglaterra.

## Nascimentos
| Data        | Nome           | Profissão | Nacionalidade            | Observações | Ref   |
| ----------- | -------------- | --------- | ------------------------ | ----------- | ----- |
| 22 de março | Michel Théato  | atleta    | Luxemburgo               | m. 1919     | [ 2 ] |
| 31 de março | Josef Martinez | ginasta   | França · Argélia (nasc.) | m. 1946     | [ 3 ] |

## Mortes
| Data           | Nome            | Profissão         | Nacionalidade | Observações | Ref   |
| -------------- | --------------- | ----------------- | ------------- | ----------- | ----- |
| 4 de fevereiro | John Cochrane   | jogador de xadrez | Escócia       | n. 1798     | [ 4 ] |
| 9 de março     | Adolf Anderssen | jogador de xadrez | Alemanha      | n. 1818     | [ 5 ] |